# Mary Elizabeth Mastrantonio
Mary Elizabeth Mastrantonio (Lombard, Illinois, 1958. november 17. –) Oscar-, Golden Globe- és Tony-díjra jelölt amerikai színésznő, énekesnő.
Pályafutását színpadi színészként kezdte, majd szerepelt az A sebhelyesarcúban (1983). Az A pénz színe (1986) című filmért Mastrantonio Oscar- és Golden Globe-jelöléseket kapott legjobb mellékszereplő színésznő kategóriában. További fontosabb filmjei közé tartozik A mélység titka (1989), a Robin Hood, a tolvajok fejedelme (1991) és a Viharzóna (2000).
2003-ban a La Mancha lovagja című Broadway-feldolgozásban nyújtott alakításáért Tony-díjra jelölték legjobb női főszereplő kategóriában.
A 2000-es évek elejétől visszavonult a nagyjátékfilmes szerepekből, azóta főként televíziós sorozatokban látható.

## Pályafutása
Első fontosabb szerepét huszonöt évesen kapta, Brian De Palma 1983-as A sebhelyesarcú című filmjében. Az Al Pacino által alakított főszereplő, Tony Montana húgát, Gina Montanát játszotta. A szakmai hírnevet az 1986-os A pénz színe című film hozta el a színésznő számára Paul Newman és Tom Cruise oldalán: alakítása Oscar- és Golden Globe-jelöléseket ért a színésznő számára. Az 1980-as évek végén Mastrantonio szerepelt még az Élet-halál tánc (1987) című thrillerben (Tom Hulce partnereként) és James Cameron 1989-es A mélység titka című sci-fijében, Ed Harrisszel közösen. Az 1991-es Személyes ügyben a Gene Hackman által megformált szereplő ügyvéd lányát játssza. A szintén ebben az évben bemutatott Robin Hood, a tolvajok fejedelme című kalandfilmben a címszereplőt alakító Kevin Costner partnere volt.
Utolsó nagyjátékfilmje a Viharzóna (2000) volt, ebben egy halászhajó kapitányaként tűnik fel.
A 2000-es évektől a színésznőt televíziós szerepekben láthattuk a képernyőn. A Nyomtalanul című bűnügyi drámasorozatban visszatérő szerepet kapott a 4. és 5. évadok során (2005 és 2007 között). A Esküdt ellenségek: Bűnös szándék című sorozatban főszereplőként Zoe Callas századost alakítja a 9. évadban (2010). Az első évadtól kezdve visszatérő szereplő volt a Grimm című bűnügyi fantasysorozatban, ebben a sorozat főszereplőjének édesanyját, Kelly Burkhardtot formálja meg.
A 2013-14-es Túszjátszmában Mary Kincaid First Lady szerepében alakított. A 2015-ös, egy évadot megélt Csúcshatás című CBS sorozatban Nasreen 'Naz' Pouran FBI ügynök szerepét osztották rá. A 2017-ben indult és 2019-ig futó A Megtorló című Netflix-sorozatban visszatérő szereplőként Marion James helyettes CIA igazgatót játszotta. 2018 és 2020 között a Rejtjelek bűnügyi drámasorozat szereplője volt.

## Magánélete
1990 óta Pat O’Connor brit filmrendező felesége (O'Connor rendezte a Szorul a hurok és a Fools of Fortune című filmeket, melyekben Mastantonio is szerepel). A házaspárnak két gyermeke született.

## Filmográfia

### Film
| Év   | Magyar cím                       | Eredeti cím                    | Szerep                              | Magyar hang        |
| ---- | -------------------------------- | ------------------------------ | ----------------------------------- | ------------------ |
| 1983 | A komédia királya                | The King of Comedy             | statiszta (stáblistán nem szerepel) |                    |
| 1983 | A sebhelyesarcú                  | Scarface                       | Gina Montana                        | Czifra Krisztina   |
| 1986 | A pénz színe                     | The Color of Money             | Carmen                              | Kisfalvi Krisztina |
| 1987 | Élet-halál tánc                  | Slam Dance                     | Helen Drood                         | Kovács Nóra        |
| 1987 | Élet-halál tánc                  | Slam Dance                     | Helen Drood                         | Mezei Kitty        |
| 1989 | Szorul a hurok                   | The January Man                | Bernadette Flynn                    | Nagy-Kálózy Eszter |
| 1989 | A mélység titka                  | The Abyss                      | Lindsey Brigman                     | Andresz Kati       |
| 1990 |                                  | Fools of Fortune               | Marianne                            |                    |
| 1991 | Robin Hood, a tolvajok fejedelme | Robin Hood: Prince of Thieves  | Marian                              | Pápai Erika        |
| 1991 | Robin Hood, a tolvajok fejedelme | Robin Hood: Prince of Thieves  | Marian                              | Kovács Patrícia    |
| 1991 | Személyes ügy                    | Class Action                   | Maggie Ward                         | Pápai Erika        |
| 1992 | Fehér sivatag                    | White Sands                    | Lane Bodin                          | Prókai Annamária   |
| 1992 | Felelősségük teljes tudatában    | Consenting Adults              | Priscilla Parker                    | Andresz Kati       |
| 1995 | Három kívánság                   | Three Wishes                   | Jeanne Holman                       | Csere Ágnes        |
| 1995 | Egy nap a mozi                   | Two Bits                       | Luisa Spirito                       | Tóth Enikő         |
| 1999 | Jég hátán                        | Limbo                          | Donna De Angelo                     | Kocsis Judit       |
| 1999 | Élet a birtokon                  | My Life So Far                 | Moira 'Mumsie' Pettigrew            | Bertalan Ágnes     |
| 1999 | Élet a birtokon                  | My Life So Far                 | Moira 'Mumsie' Pettigrew            | Tóth Enikő         |
| 2000 | Viharzóna                        | The Perfect Storm              | Linda Greenlaw                      | Román Judit        |
| 2003 |                                  | Standing Room Only (rövidfilm) | Maria                               |                    |

### Televízió
| Év        | Magyar cím                       | Eredeti cím                  | Szerep                  | Megjegyzések                                                                  |
| --------- | -------------------------------- | ---------------------------- | ----------------------- | ----------------------------------------------------------------------------- |
| 1985      |                                  | Mussolini: The Untold Story  | Edda Mussolini          | minisorozat                                                                   |
| 1991      |                                  | Uncle Vanya                  | Yelena                  | tévéfilm                                                                      |
| 1995      | Frasier – A dumagép              | Frasier                      | Eileen (hangja)         | 1 epizód                                                                      |
| 1999      | Tanúvédelem                      | Witness Protection           | Cindy Batton            | - tévéfilm - magyar hangja: - Kubik Anna                                      |
| 2004      | Az értelem diadala               | The Brooke Ellison Story     | Jean Ellison            | - tévéfilm - magyar hangja: - Orosz Anna                                      |
| 2005–2006 | Nyomtalanul                      | Without a Trace              | Anne Cassidy            | visszatérő szereplő (9 epizód)                                                |
| 2008      |                                  | Hallmark Hall of Fame        | Gayle Russell           | 1 epizód                                                                      |
| 2010      | Esküdt ellenségek: Bűnös szándék | Law & Order: Criminal Intent | Zoe Callas              | főszereplő 9. évad (14 epizód)                                                |
| 2012–2017 | Grimm                            | Grimm                        | Kelly Burkhardt         | visszatérő szereplő (7 epizód)                                                |
| 2013      | Zsaruvér                         | Blue Bloods                  | Sophia Lanza            | 1 epizód                                                                      |
| 2013      | Túszjátszma                      | Hostages                     | Mary Kincaid First Lady | visszatérő szerep (6 epizód)                                                  |
| 2015      | Csúcshatás                       | Limitless                    | Nasreen 'Naz' Pouran    | - főszereplő (22 epizód) - magyar hangja: - Vándor Éva                        |
| 2017–2019 | A Megtorló                       | The Punisher                 | Marion James            | visszatérő szereplő (4 epizód)                                                |
| 2018–2020 | Rejtjelek                        | Blindspot                    | Madeleine Burke         | - visszatérő szereplő - 4. évad (14 epizód) - főszereplő - 5. évad (8 epizód) |

## Fontosabb díjak és jelölések
| Év   | Díj              | Kategória                        | Jelölt mű                        | Eredmény |
| ---- | ---------------- | -------------------------------- | -------------------------------- | -------- |
| 1987 | Oscar-díj        | legjobb női mellékszereplő       | A pénz színe                     | Jelölve  |
| 1987 | Golden Globe-díj | legjobb női mellékszereplő       | A pénz színe                     | Jelölve  |
| 1991 | Szaturnusz-díj   | legjobb női főszereplő           | A mélység titka                  | Jelölve  |
| 1992 | Szaturnusz-díj   | legjobb női mellékszereplő       | Robin Hood, a tolvajok fejedelme | Jelölve  |
| 1992 | MTV Movie Award  | legjobb színésznő                | Robin Hood, a tolvajok fejedelme | Jelölve  |
| 2003 | Tony-díj         | legjobb női főszereplő (musical) | La Mancha lovagja                | Jelölve  |

## Fordítás
- Ez a szócikk részben vagy egészben  a   Mary Elizabeth Mastrantonio című angol Wikipédia-szócikk ezen változatának fordításán alapul.  Az eredeti cikk szerkesztőit annak laptörténete sorolja fel. Ez a jelzés csupán a megfogalmazás eredetét és a szerzői jogokat jelzi, nem szolgál a cikkben szereplő információk forrásmegjelöléseként.